# Davau do Sul
Davau do Sul (Davao do Sul) é um província de  primeira classe de renda da província (d) na região Região de Dávao (Região XI), nas Filipinas. De acordo com o censo de 1 de maio  de  2020 possui uma população de 680 481 pessoas e 182 681 domicílios.
A sua capital é Digos.

## Subdivisões
Municípios
- Bansalan
- Hagonoy
- Kiblawan
- Magsaysay
- Malalag
- Matanao
- Padada
- Santa Cruz
- Sulop

Cidades
- Digos
- Dávao  (Administrativamente independente da província, mas agrupada sob Davao deo Sul pela Philippine Statistics Authority.)